# 有田川 (佐賀県)
有田川（ありたがわ）は、佐賀県西松浦郡有田町および伊万里市を流れる二級河川有田川水系の本流の河川である。

## 概要

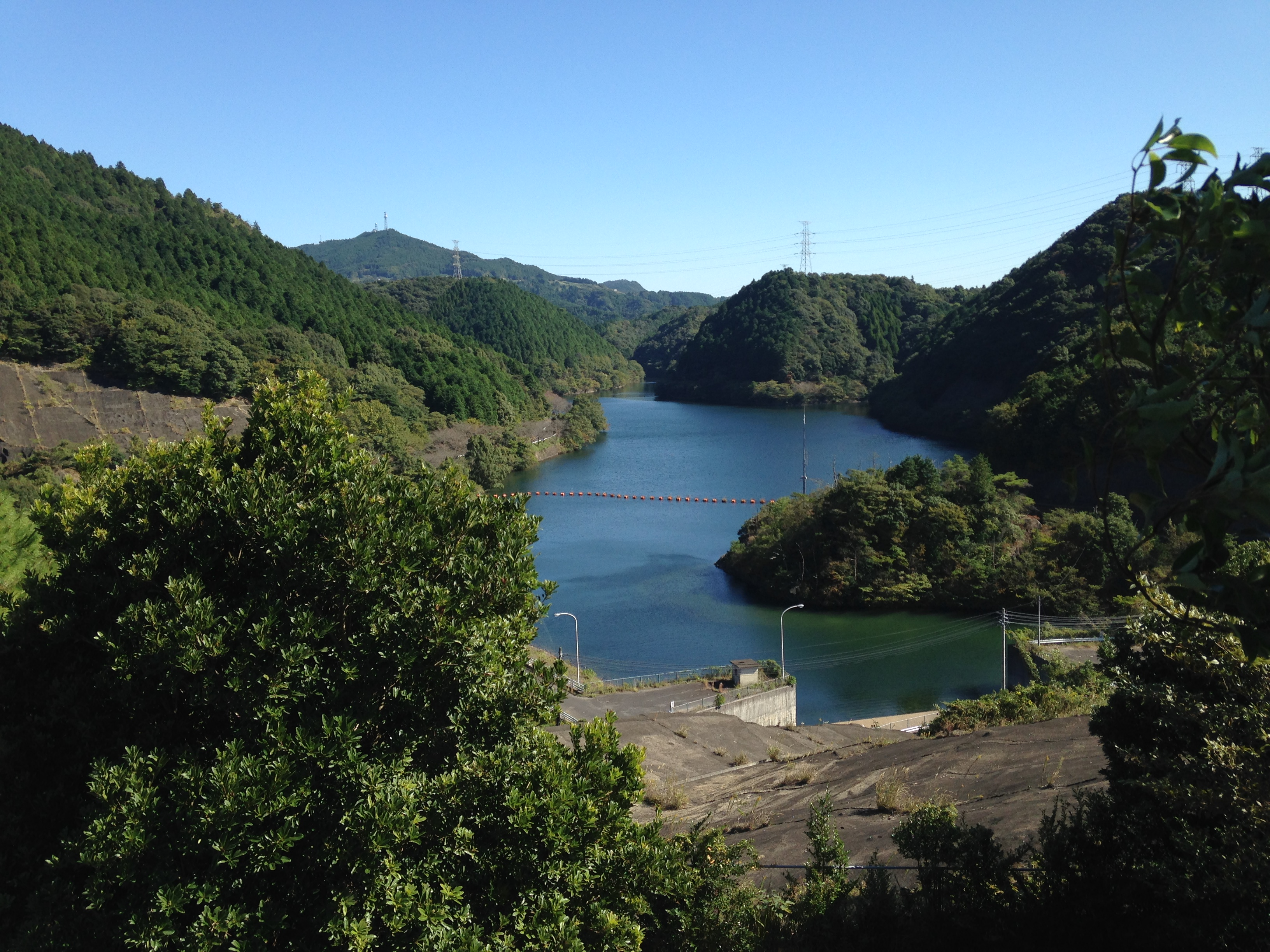
古木場ダムのダム湖

佐賀県西部と長崎県の境に位置する神六山(446.9m)東麓に源を発し、北上しながら境野地区の丘陵を流れ古木場ダムのダム湖に貯水される。ダム湖下流から緩やかに流下し、支流である白川や広瀬川と合流し、有田駅付近から松浦鉄道に並行し河口付近で伊万里川と合流し伊万里湾に流入する。

## 支流

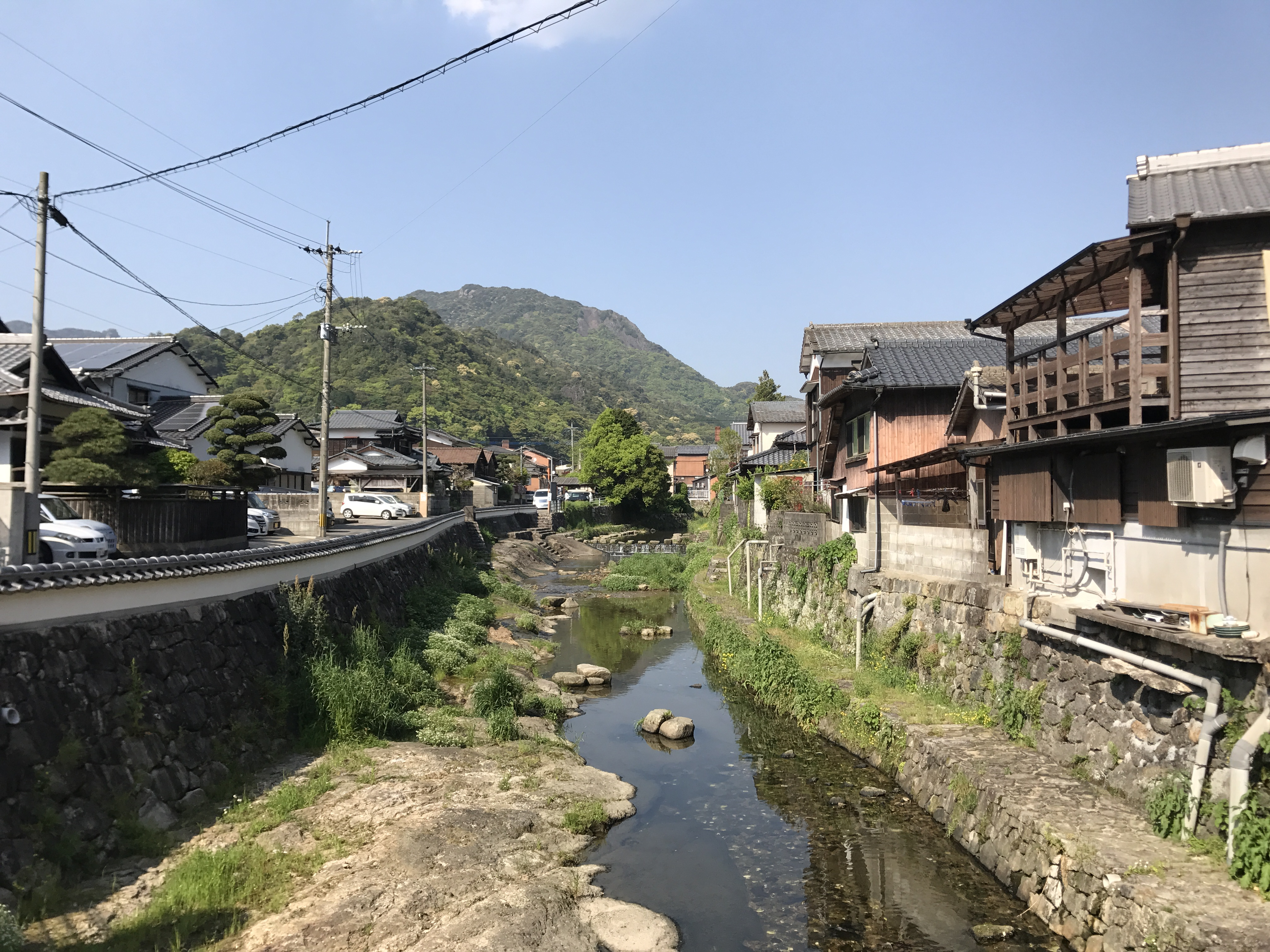
有田町の稗古場橋から望む白川川

- 白川川
- 上南良川
- 黒牟田川
- 黒川川
- 広瀬川
- 浄願寺川
- 唐船川

## 鉄道・道路
- 松浦鉄道 - 並行